# Bulgares de Roumanie
Les Bulgares constituent une minorité nationale de Roumanie et sont au nombre de 7 336 selon le recensement de 2011
Historiquement il a existé des communautés bulgares en Roumanie, en Valachie, dans le nord de la Dobroudja et en Transylvanie. Néanmoins actuellement les communautés bulgares ayant le plus conservé leur identité ethnique, sont les Bulgares du Banat, une minorité catholique. En Valachie, il n’y a que peu de Bulgares qui préservent toujours une identité bulgare, même si le nombre de ceux qui parlent bulgare et affirment avoir des ancêtres bulgares est élevé.
Mise à part la population bulgare dont les origines sont admises par tous les chercheurs, certains auteurs bulgares revendiquent également les origines bulgares des Sicules, qui seraient des bulgares magyarisés, et celles des Șchei (slaves médiévaux de Roumanie), quant à eux roumanisés depuis des siècles.

## Noms
Alors qu’en roumain moderne le mot bulgare se dit bulgari, à travers l’histoire d’autres appellations ont été utilisées.
Les vieilles populations slavonnes (bulgares de langue slave) qui existaient déjà en Roumanie avant l’indépendance de la principauté de Valachie et l’inclusion de la Transylvanie dans le Royaume de Hongrie étaient dénommées Șchei. Ce mot aujourd’hui obsolète est dérivé du latin sclavis, utilisé pour se référer à tous les slaves du sud. De nos jours ce mot peut être trouvé dans beaucoup de toponymes en Valachie et en Transylvanie.
Les Bulgares qui migrèrent pendant le XIXe siècle étaient connus comme sârbi (serbes) car les Roumains dénommaient ainsi tous les slaves du sud, et par ailleurs cela empêchait les ottomans de demander aux voïvodes de Valachie le renvoi des réfugiés bulgares, puisque ceux-ci n’étaient pas reconnus comme tels. Même aujourd’hui, les Bulgares de Valachie sont appelés sârbi (serbes), bien qu’ils parlent bulgare et se définissent eux-mêmes comme bulgari (bulgares).

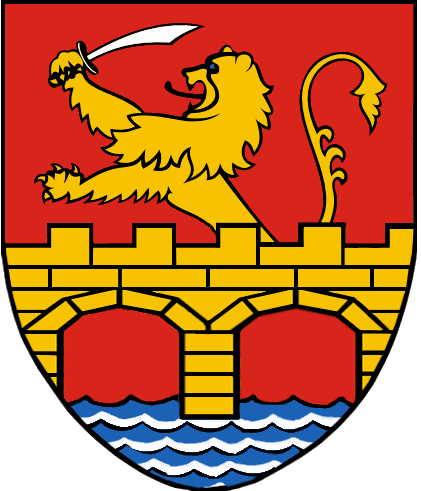
Armoiries du Banat.

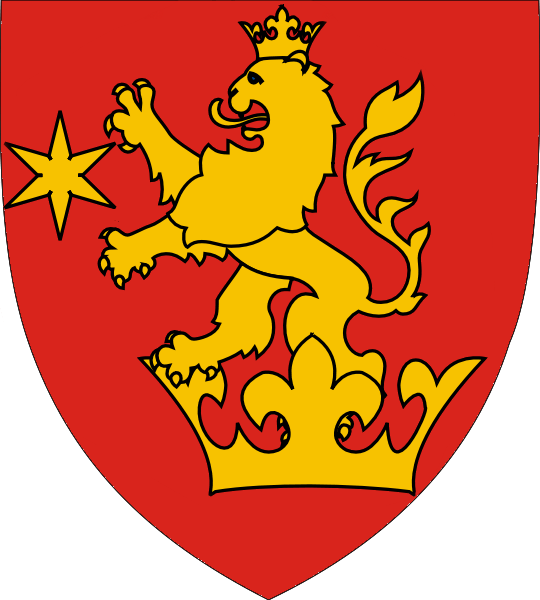
Armoiries de l'Olténie.

Armoiries de la Macédoine médiévale.

Armoiries de la Bulgarie.

## Histoire

### Antiquité et Empires bulgares médiévaux
Dans l’Antiquité, la Bulgarie et la Roumanie étaient habitées par des tribus thraces, contribuant à l’ethnogenèse des deux peuples (lesquels partagent bien des traditions communes, comme la Martenitsa-Mărțișor). Durant le temps des invasions barbares, aux IXe et Xe siècles, les Slaves et les premiers Bulgares se sont croisés dans ce qui est aujourd’hui la Roumanie pour s’installer dans les plaines autour du Danube et des Carpates, établissant ainsi le Premier État bulgare au VIIe siècle : celui-ci s’étendait sur les deux pays actuels et sa population était aussi bien slave (Sklavinies) que romane (Valaques) et proto-bulgare (les proto-Bulgares étaient des cavaliers venus de l'actuelle Ukraine (Vieille-Bulgarie ou « Empire de Koubrat »). L’âge d’or du Premier État bulgare eut lieu sous Siméon I : de cette période date une part notable du vocabulaire roumain avec des origines dans les Langues slaves méridionales, même si la plupart de ces mots ont été remplacés par des mots venant de langues romanes au XIXe siècle. La partie de ce royaume située au sud du Danube a été conquise par l'Empire byzantin aux IXe et Xe siècles tandis que la partie nord tombait au pouvoir des Petchénègues puis des Coumans (ces derniers sont à l’origine de quelques dynasties de voïvodes de Valachie, tels les Basarab).
Au XIIe siècle naît, d’une révolte des Valaques contre les Byzantins, le « royaume des Bulgares et des Valaques » (comme le nommaient les documents de son temps) qui s’étendit également sur les deux pays actuels, laissant en héritage aux voïvodes roumains et à l'Église roumaine le slavon comme langue de chancellerie et liturgique, des armoiries héraldiques semblables « au lion rampant d'or sur fond de gueules » ainsi que l'écriture gréco-slavonne originaire de Bulgarie et utilisée pour le roumain jusqu’en 1860.
Le « royaume des Bulgares et des Valaques » se fragmente au XIVe siècle en plusieurs petits États dont, entre autres, les tsarats de Vidin et Tarnovo, et les voïvodats de Dobrogée et d’Argeș (qui devint vassal de la Hongrie puis se rendit indépendant comme Principauté de Valachie en 1330 à la bataille de Posada). Ces États restèrent sous l’autorité religieuse du Patriarche de Tarnovo, mais suivirent des chemins différents sur le plan ethnique et politique : dans ceux de Vidin et Tarnovo la composante valaque, déjà minoritaire, devint insignifiante, alors qu’en Valachie c’est la composante slave qui devint insignifiante ; quant à la Dobrogée, elle resta multiethnique (avec aussi des minorités grecques et arméniennes).

### Empire ottoman
Les États issus du « royaume des Bulgares et des Valaques » subirent l'invasion turque aux XIVe et XVe siècles. Vidin et Tarnovo succombèrent et 1394-1396, la Dobrogée se plaça sous protection de la Valachie, mais fut à son tour submergée et annexée à l’Empire ottoman en 1418-1422; quant à la Valachie, où se réfugièrent alors de nombreux boyards bulgares, elle sauvegarda son autonomie, ses souverains et son armée, mais passa sous suzeraineté ottomane et dut payer tribut. Son Église passa alors dans l’obédience du patriarcat de Constantinople, et peu à peu le grec se substitua au slavon comme langue de chancellerie, mais la principauté valaque devint un refuge pour les populations bulgares fuyant le « Kharadj » (double capitation sur les non-musulmans) et le « Devchirmé » (enlèvement des garçons pour le corps des janissaires), de sorte que la langue et la culture bulgare n’y disparurent pas. Ces vagues migratoires furent particulièrement fortes après les guerres austro-ottomanes et russo-ottomanes des XVIIe et XIXe siècles.
En Transylvanie, la ville de Brașov grandit et devient un centre de commerce international, attirant des marchands bulgares et rivalisant en importance avec Constantinople et Thessalonique, particulièrement pour les habitants du nord de la Bulgarie, lorsque beaucoup de Bulgares ouvrirent des bureaux et des magasins dans cette ville. Dès 1392, des Bulgares s’installèrent dans la ville et contribuèrent à la construction d’une des églises de la ville, aujourd’hui connue comme l’Église noire, et peuplant le quartier de Șchei.
Les Bulgares de confession orthodoxe s’installèrent aux quatre coins de la Valachie ; néanmoins beaucoup d’entre eux ont progressivement perdu leur identité bulgare et ont été roumanisés. Les Bulgares catholiques quant à eux ont graduellement migré jusqu’au Banat, alors sous autorité autrichienne, et en Transylvanie, établissant des communautés toujours présentes dans le Județ de Timiș et dans celui de Arad ; beaucoup s’installèrent également à Bucarest où, au milieu du XIXe siècle, presque tous les jardiniers et maraîchers étaient bulgares.
Au XIXe siècle et jusqu’en 1878, les villes du sud de la Roumanie telles que Bucarest, Craiova, Galați et Brăila attirèrent beaucoup de révolutionnaires bulgares et d’émigrés politiques, tels que Sophronius de Vratsa, Petra Beron, Khristo Botev, Lyuben Karavelov, Georgi Rakovski, Panayot Hitov, Euloge et Hristo Georgiev. La Roumanie devint également le centre d’organisation du mouvement révolutionnaire bulgare contre les Ottomans : le comité central révolutionnaire bulgare fut fondé à Bucarest en 1869. La même année la société bulgare de littérature était établie à Brăila. Certains Bulgares de Bessarabie (Boudjak) se trouvèrent eux aussi sous souveraineté moldave, puis roumaine entre 1856 et 1878 : c'est durant cette période que fut ouvert à Bolhrad le premier lycée bulgare. Tous ces Bulgares furent citoyens roumains entre 1918 et 1940. Aujourd’hui ils vivent en Ukraine (pour la plupart) et en Moldavie (pour une minorité).
Selon les estimations, le nombre de Roumains d’ethnie bulgare dans le Vieux Royaume de Roumanie (sans inclure la Bessarabie) et en Transylvanie au moment de la libération de la Bulgarie en 1878 devait atteindre un million. Aussi, selon les données officielles de 1838, 11 652 familles bulgares vivaient en Valachie, soit environ 100 000 personnes.

### Après la libération de la Bulgarie
À la suite de la libération de la Bulgarie, de nombreux membres de la communauté bulgare partirent s’installer dans la nouvellement établie principauté de Bulgarie, mais une partie importante de cette population reste en Roumanie.
Les relations entre les deux peuples et les deux pays, très cordiales jusque-là, connurent une dégradation notable en 1913, lorsque l’état-major roumain, contre l’avis du Parlement, se lança durant la Deuxième guerre balkanique dans une campagne militaire contre la Bulgarie, lui arrachant une partie de son territoire : la Dobroudja du Sud. Cela fut perçu par l’opinion bulgare comme un « coup de poignard dans le dos » et, trois ans plus tard, pendant la Première Guerre mondiale, se traduisit par le massacre à la baïonnette des blessés roumains de la bataille de Turtucaia/Tutrakan (gagnée par la Bulgarie). Cet épisode dramatique, instrumentalisé par la propagande de l’État roumain, imprégna l’opinion roumaine de l’idée que les Bulgares seraient des barbares, tandis que les Bulgares tenaient les Roumains pour des traîtres. Ni la rétrocession sans guerre de la Dobroudja du Sud par l'accord de Craïova en 1940, ni la « grande amitié prolétarienne bulgaro-roumaine » des années communistes avec la construction du « Pont de l’Amitié » entre Giurgiu et Ruse, ni même l’entrée simultanée des deux pays dans l’Union européenne en 2007 n’ont complètement estompé cette méfiance réciproque, et la situation des minorités, bulgare en Roumanie et roumaine en Bulgarie, s’en ressent encore en 2015.
Pourtant, depuis l'accord de Craiova, les deux pays n’ont plus aucun contentieux : des échanges de populations eurent lieu à ce moment entre des Bulgares de la Dobrogée roumaine et des Aroumains de la Dobroudja du sud et aujourd’hui, en tant que groupe ethnique reconnu de Roumanie, les Bulgares sont constamment représentés à la chambre des députés. Il existe également plusieurs organisations bulgares en Roumanie, culturelles, politiques et religieuses.

## Démographie

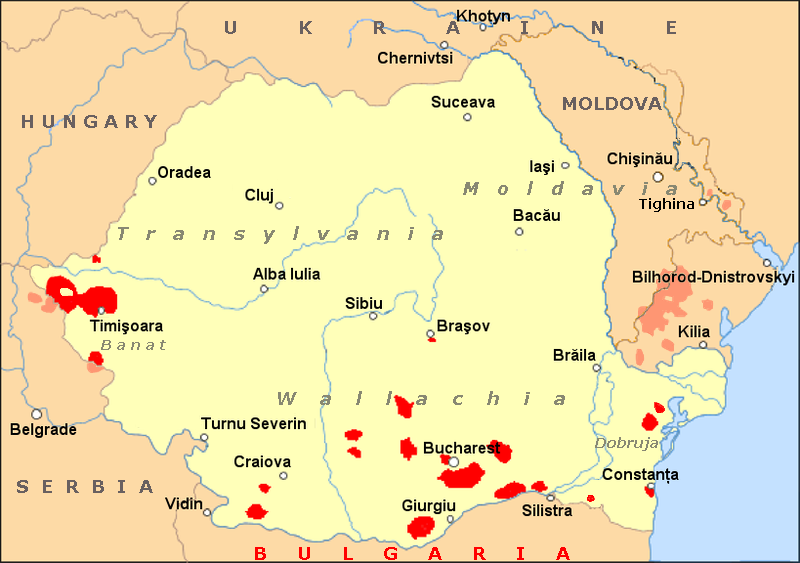
Principales concentrations bulgarophones au nord du Danube ; en jaune la Roumanie.

### Évolution de la population bulgare
| Année | Bulgares | Bulgares    | Personnes de langue maternelle bulgare | Personnes de langue maternelle bulgare |
| Année | Nombre   | Pourcentage | Nombre                                 | Pourcentage                            |
| ----- | -------- | ----------- | -------------------------------------- | -------------------------------------- |
| 1930  | 366 384  | 2,0 %       | 364 373                                | 2,0 %                                  |
| 1948  |          |             | 13 408                                 | 0,1 %                                  |
| 1956  | 12 040   | 0,1 %       | 13 189                                 | 0,07 %                                 |
| 1966  | 11 193   | 0,1 %       | 10 439                                 | 0,05 %                                 |
| 1977  | 10 372   | 0,05 %      | 9 685                                  | 0,04 %                                 |
| 1992  | 9 851    | 0,04 %      | 9 421                                  | 0,04 %                                 |
| 2002, | 8 025    | 0,04 %      | 6 735                                  | 0,03 %                                 |
| 2011  | 7 336    | 0,04 %      | 6 518                                  | 0,03 %                                 |

### Religion
Selon le recensement 2011, 65,98 % des Bulgares de Roumanie sont de confession catholique latine, 28,34 % sont orthodoxes roumains, 0,17 % sont sans religion ou athées et 4,34 % sont d'une autre religion.

## Figures notables
Cette liste inclut des bulgares nés dans le territoire de l'actuelle Roumanie ou des individus nés en Bulgarie, mais actifs surtout en Roumanie.
- Vasile Lupu (1595–1661) : voïvode de la Principauté de Moldavie (né en Bulgarie, d'ancêtres albanais, aroumains et grecs)
- Manouk Bey (1769–1817) : Marchand et diplomate arménien de Roumanie né en Bulgarie actuelle.
- Stefan Vogoridi (1775/1780–1859) : Hospodar bulgaro-grec de la Principauté de Moldavie
- Anton Panteleïmon Petrov (1794-1854) : compositeur, poète et imprimeur.
- Colonel Stefan Dunjov (1815–1889) : Révolutionnaire, qui participa à la Révolution hongroise de 1848 et membre de forces de Giuseppe Garibaldi durant l’unification italienne
- Nicolae Vogoridi (1820–1863) : Hospodar de la Principauté de Moldavie
- Eusebius Fermendžin (1845–1897) : historien, théologien, polyglotte et membre actif de l’Académie yougoslave des arts et des sciences
- Carol Telbisz (1853–1914) : Maire de Timișoara de 1885 à 1914
- Christian Rakovski (1873–1941) : Révolutionnaire communiste et diplomate
- Panait Cerna (1881–1913) : Poète et traducteur
- Iorgu Iordan (1888–1986) : Linguiste, philologue et politicien d'origine aroumaine de Bulgarie
- Boris Stefanov (1893–1940) : Militant communiste et secrétaire général du Parti communiste roumain
- Petre Borilă (1906–1973) : Militant communiste et vice premier-ministre de Roumanie

## Galerie

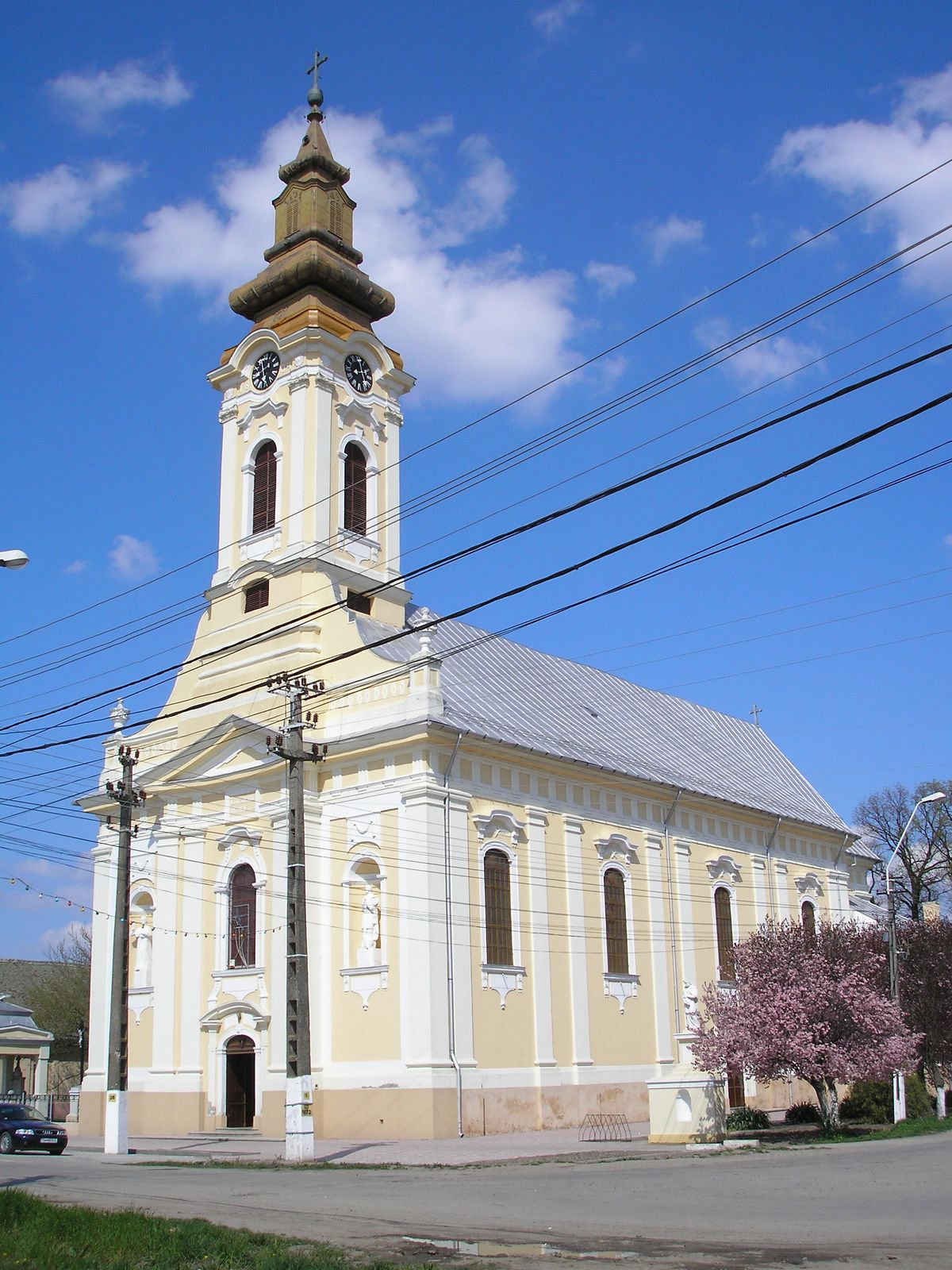
Église catholique bulgare à Dudeștii Vechi (Stár Bišnov)
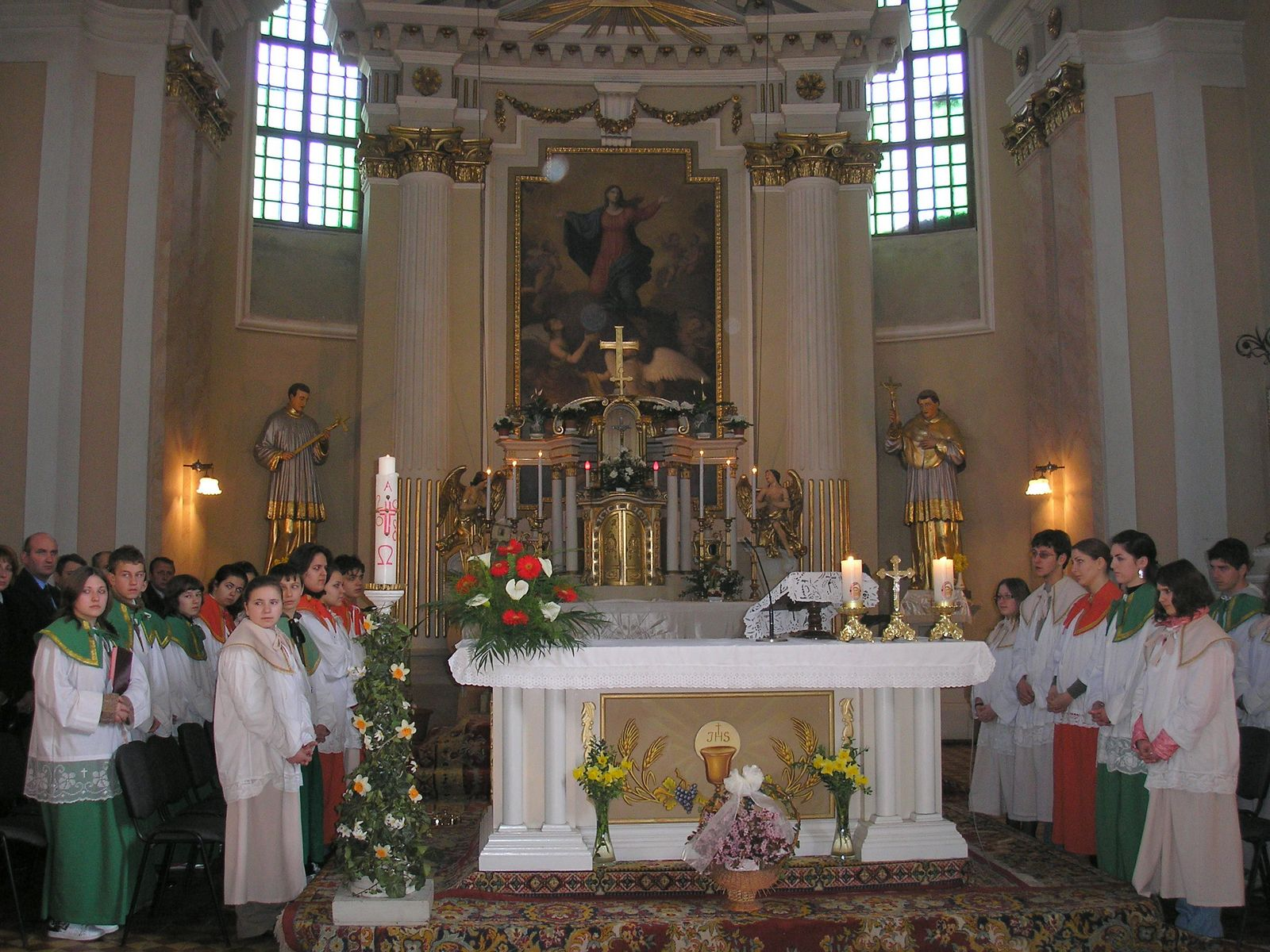
Liturgie dans l’église bulgare de Dudeștii Vechi
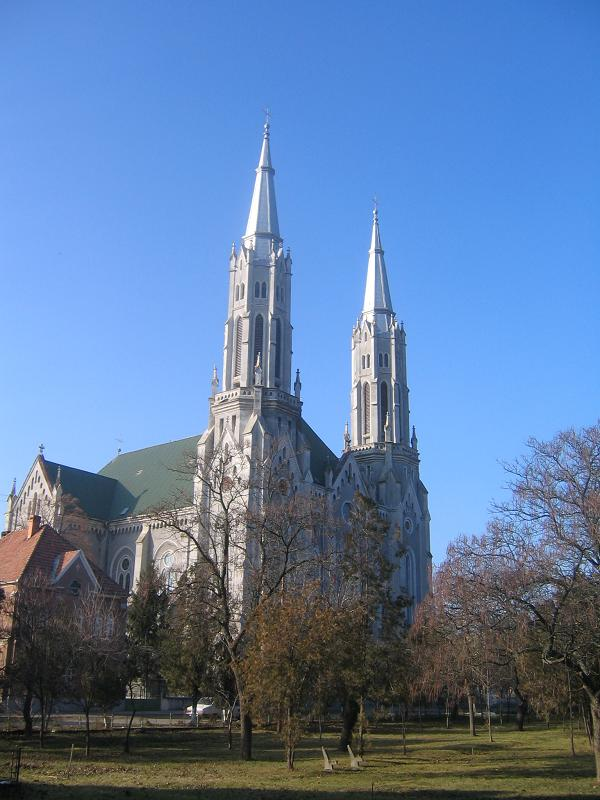
Église catholique bulgare à Vinga, Banat
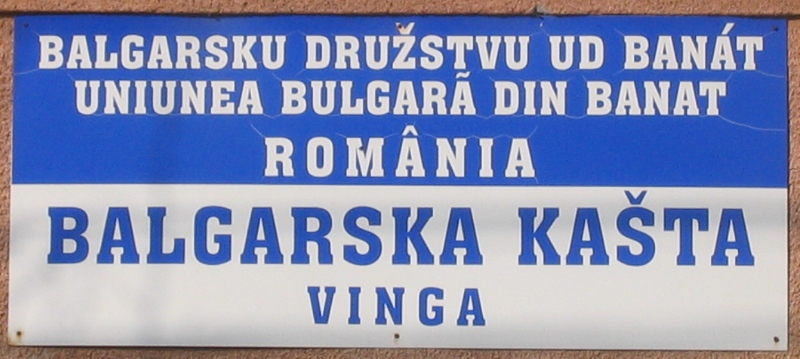
Plaque de la Maison de la culture Bulgare à Vinga
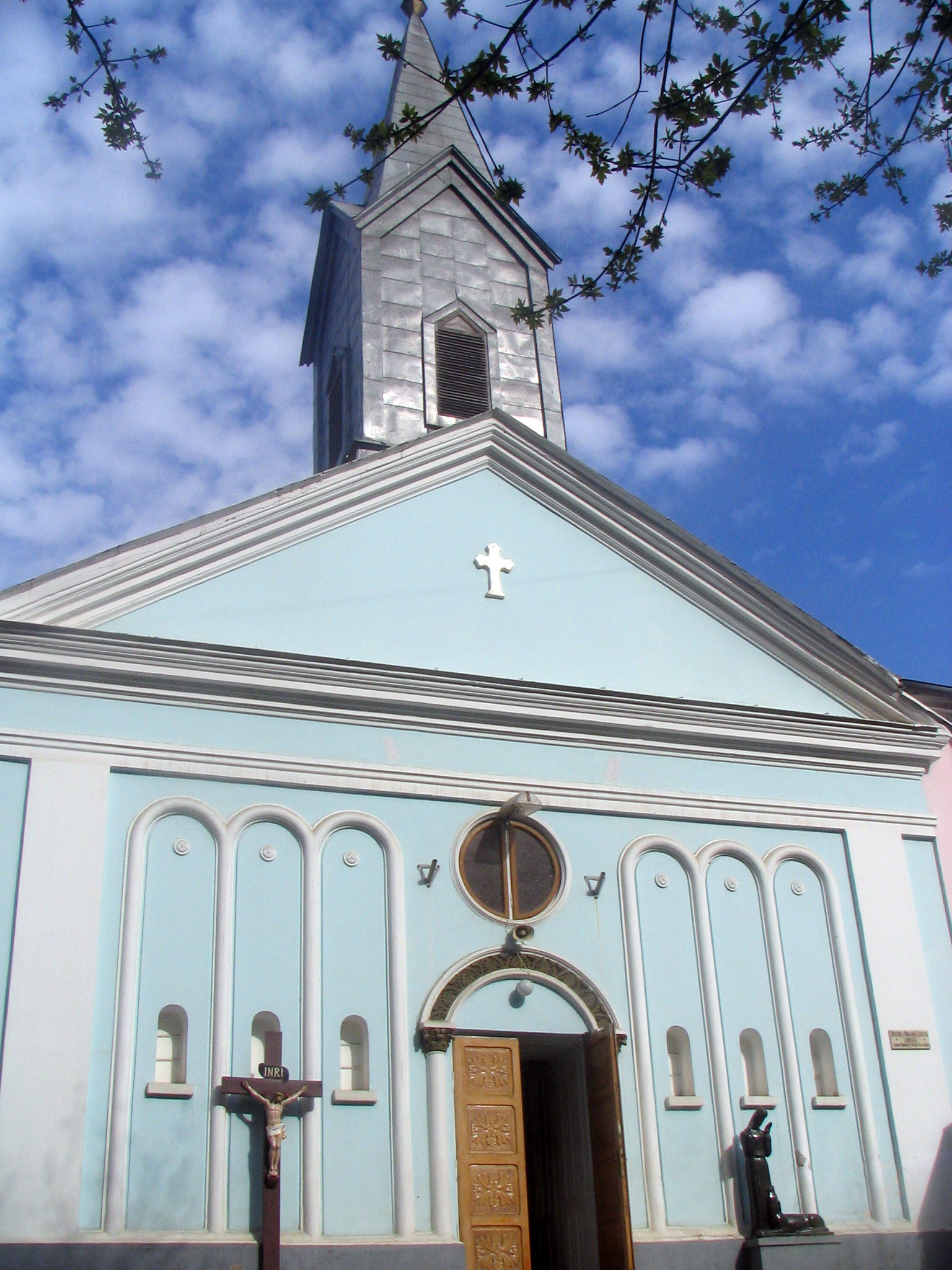
Église catholique bulgare à Cioplea, Bucarest (1811–1813)
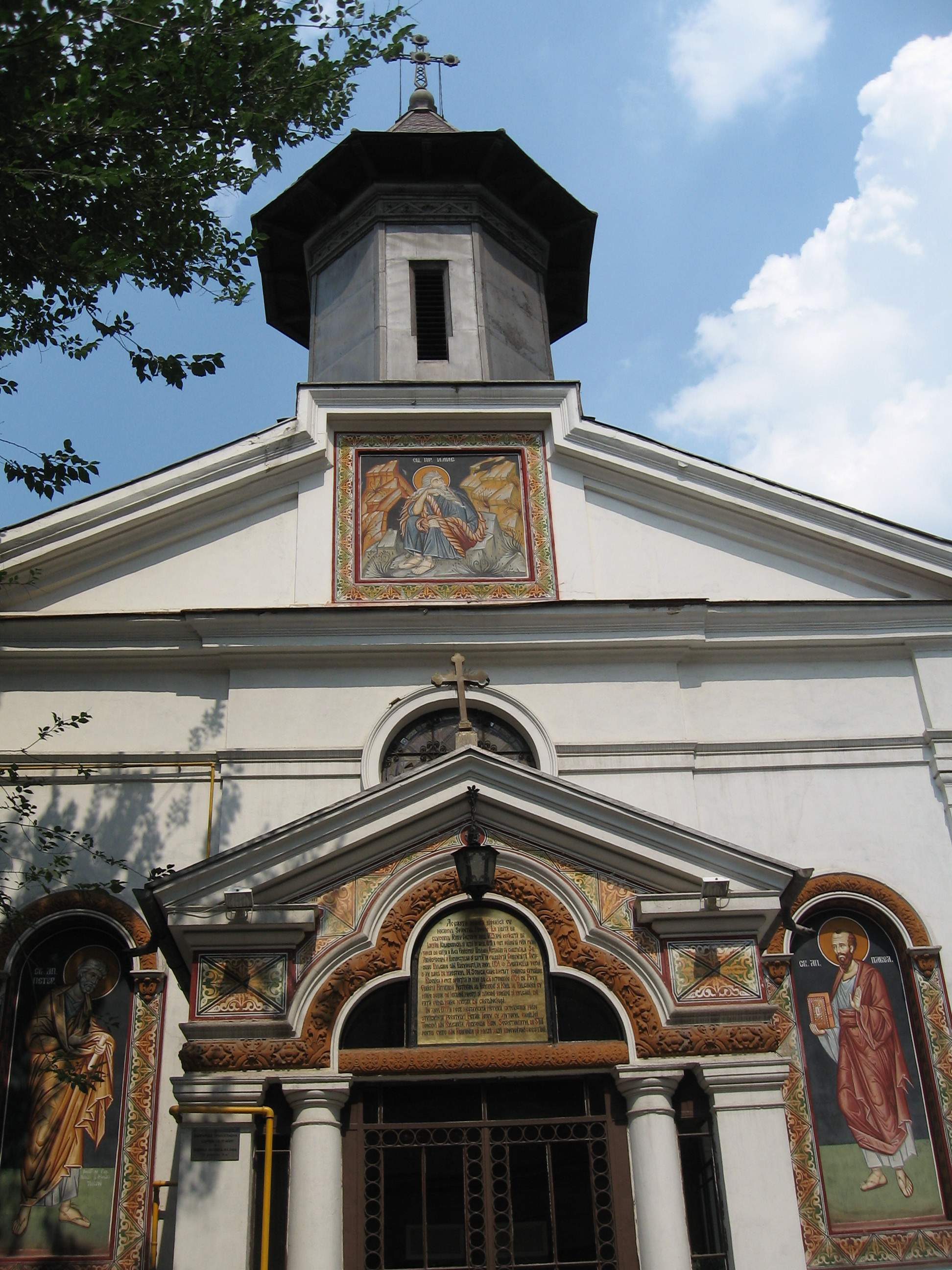
Église orthodoxe bulgare de Saint-Élie le Prophète, Bucarest
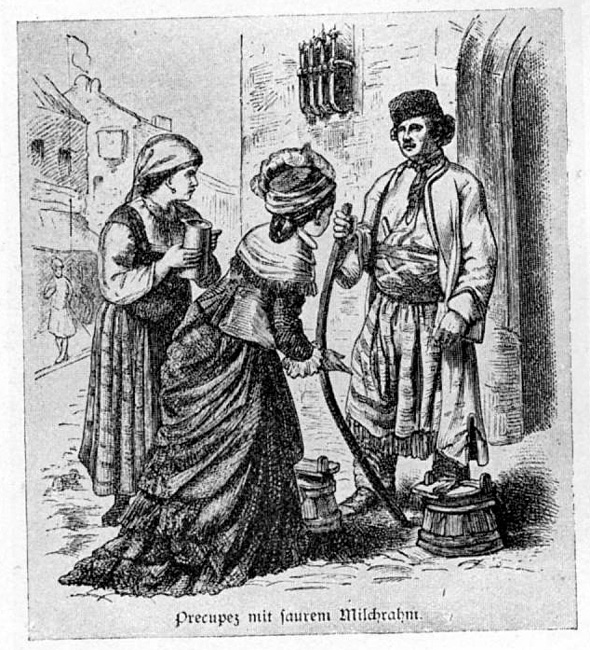
Marchand de lait bulgare à Bucarest (1880)
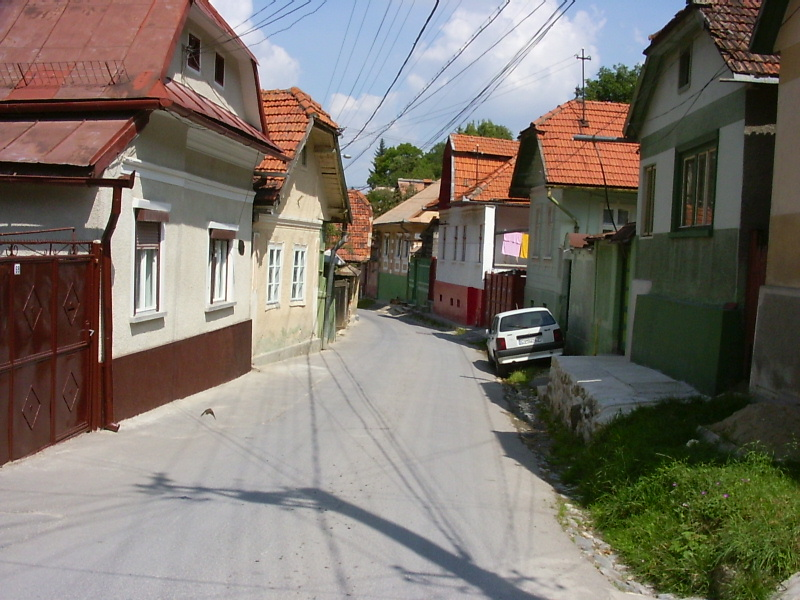
Șchei, l’ancien quartier bulgare du Brașov médiéval
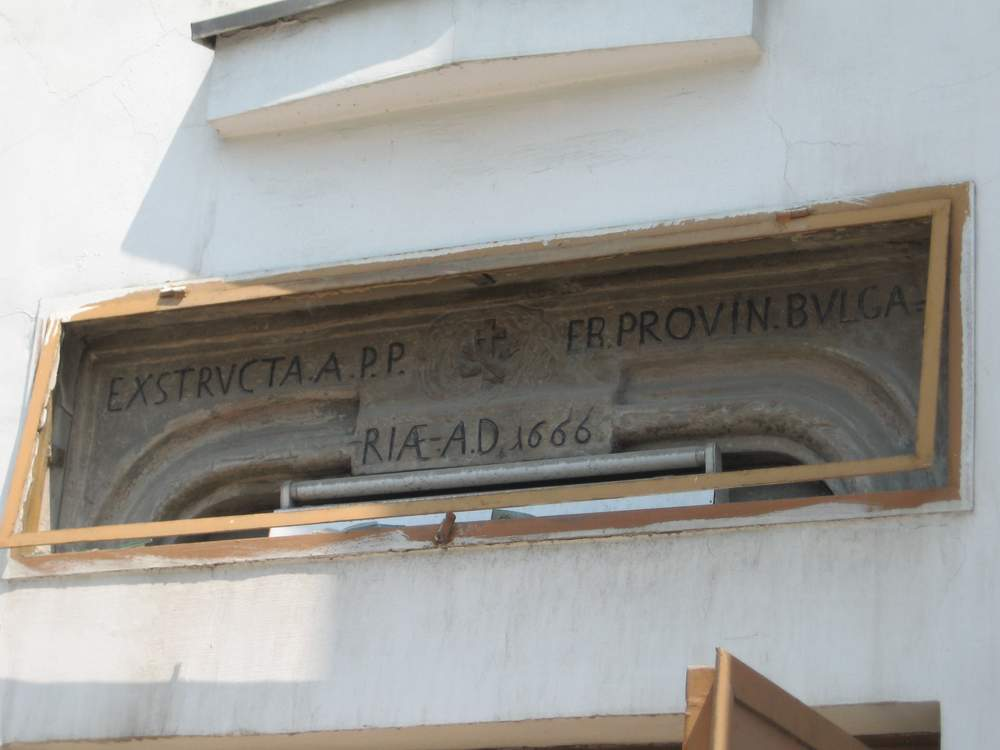
Inscription de 1666 sur la tour de Bărăția à Bucarest, construite par des franciscains.
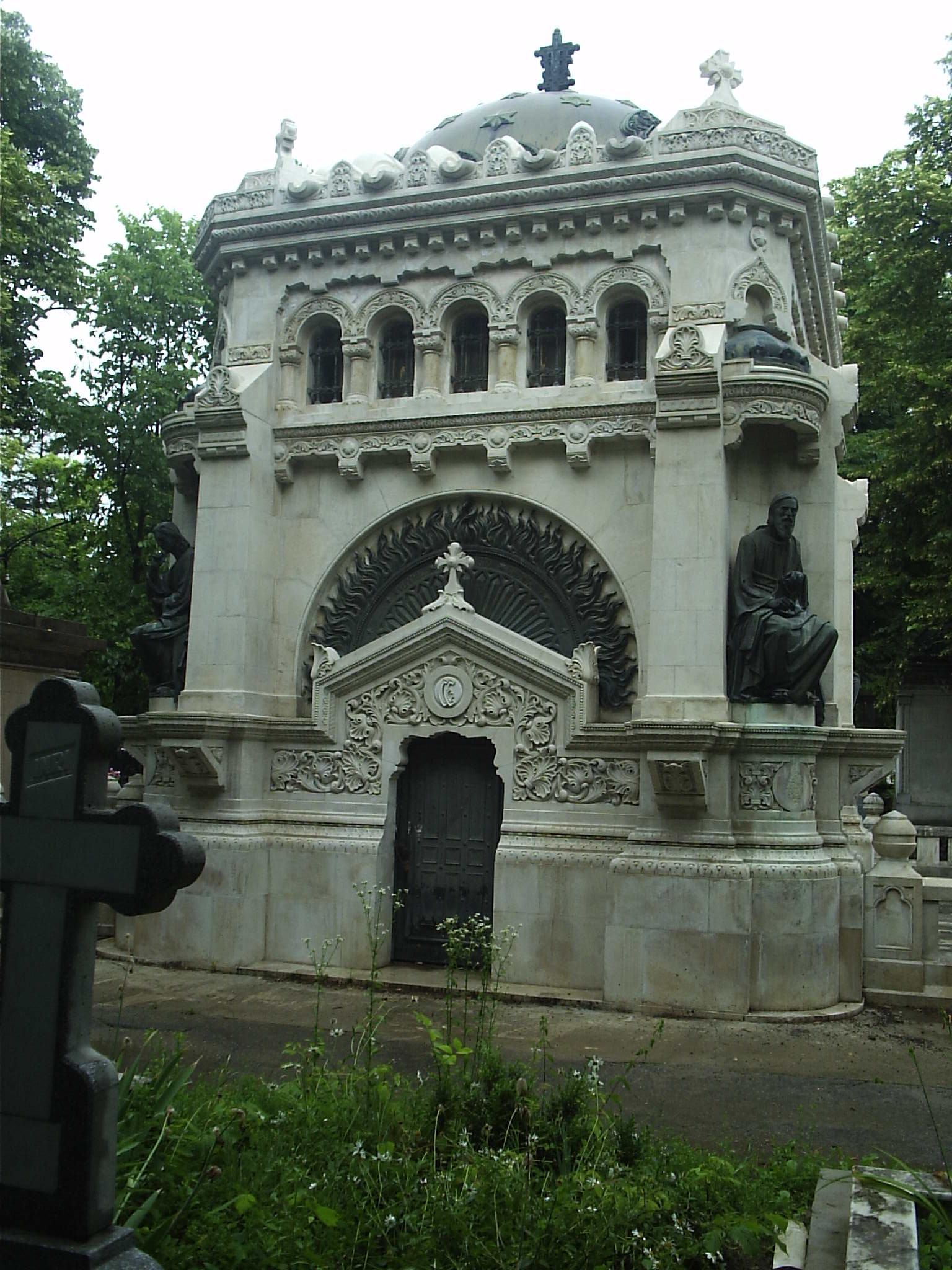
Tombe d’Euloge et Hristo Georgiev au cimetière Bellu de Bucarest